# Latin Kings

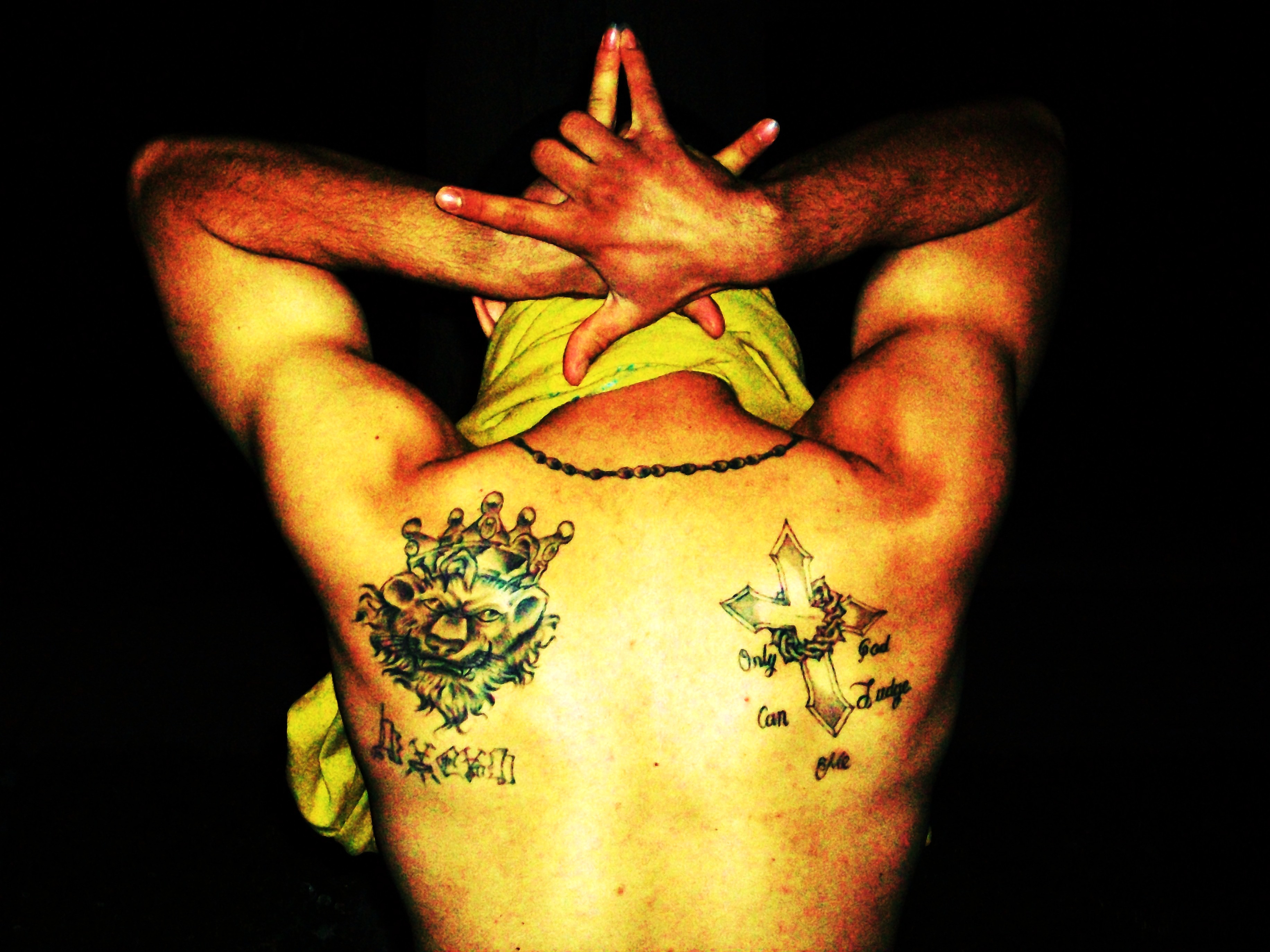
Ein Gangmitglied mit einschlägigen Tattoos: Löwe mit fünfzackiger Krone, typisches Handzeichen

Die Latin Kings (auch Almighty Latin King Nation oder ALKN) sind eine Straßen- und Gefängnisgang, die sich vornehmlich aus puerto-ricanisch-stämmigen Amerikanern und anderen Hispanics rekrutiert und neben ihrem Ursprungsland USA auch in Mittel- und Südamerika und Spanien verbreitet ist, wo sie ebenfalls hauptsächlich aus Lateinamerikanern besteht. Sie wird insbesondere mit Straftaten im Bereich des Drogenhandels sowie gangspezifischer Tötungsdelikte in Verbindung gebracht. Die Zahl der Mitglieder wird auf 20.000–35.000 in den USA geschätzt.

## Geschichte
Auch wenn einige Veröffentlichungen die Gang in die 1940er Jahre zurückdatieren, so entstanden die Latin Kings vermutlich eher Mitte der 1960er Jahre. Wie viele Gangs in Chicago entstand die Gang aus einem Sozialarbeitsprojekt, das die Entstehung von Gangs eigentlich zu verhindern versuchte, aber von den Gangs instrumentalisiert wurde. So tauchten die Latin Kings zunächst in den YMCA-Newslettern auf. Zunächst gegründet, um sozialer Ausgrenzung zu begegnen, änderte man seine Philosophie und öffnete sich der Kriminalität. Die Latin Kings verbreiteten sich zunächst in Chicago und Connecticut. Federführend waren vor allem zwei Organisationen, vergleichbar der verschiedenen Mafia-Familien. Zum einen „King Motherland Chicago“ (KMC), quasi die erste Organisation unter diesem Namen, und The Bloodline („die Blutlinie“) aus New York. Letztere wurde von Luis Felipe gegründet, der damals im Gefängnissystem von New York die Gang ins Leben rief. Dort kam es Mitte der 1990er Jahre zu spektakulären Polizeiaktionen gegen die Aktivitäten der Gang, als deren Ergebnis auch mehrere Anführer der Bande, darunter Felipe, zu langjährigen Haftstrafen verurteilt wurden. KMC umfasste 2009 160 Chapters in 158 Städten und 31 Staaten. Die Mitgliederzahl beträgt zwischen 20.000 und 35.000 Personen. Ihre Mitglieder bezeichnen sich zugehörig zur „Almighty Latin King Nation“ (ALKN). The Bloodline ist etwas kleiner und umfasst 2.200 bis 7.500 Personen in 15 Städten und fünf Staaten. Sie bezeichnen sich als zugehörig zur „Almighty Latin King and Queen Nation“ (ALKQN). Beide Splittergruppen verwenden die gleichen Werte und Kulturen, respektieren sich, aber arbeiten jeweils autonom. Die Gang finanziert sich durch den Handel mit Kokain, Crack, Heroin und Marihuana. Organisiert ist die Gang in der People Nation, einem Zusammenschluss verschiedener Gangs. Auch wenn Ursprünge und Erscheinungsformen einen hispanischen Hintergrund nahelegen, stehen die Latin Kings allen Ethnien offen. Sie gelten als eine der liberalsten Gangs, was die Mitgliederstruktur angeht und stehen sowohl Frauen, den sogenannten „Latin Queens“ offen als auch Homosexuellen. Letzteres ist in vielen Straßengangs verpönt.
In den späten 1990ern versuchten sich die Latin Kings, allen voran der neue New Yorker Chef Antonio Fernandez, als soziale Organisation mit positiver Botschaft darzustellen. Diese Bestrebungen umfasste auch die Zusammenarbeit mit politischen Gruppierungen und den Medien. Diese Bemühungen erlitten durch die Verhaftung von über hundert Kings und die Verurteilung Fernandez’ zu zwölfjähriger Haft einen Rückschlag. Bis heute stellen sich die Kings als Gemeinschaft dar, die Werte wie Bildung und Einigkeit fördert und auch vermittels Workshops an ihre Mitglieder weitergibt.

## Latin Kings als Gefängnisgang
Ursprünglich als Straßengang gegründet, begannen eingesperrte Gangmitglieder schnell das US-amerikanische Gefängnissystem zu nutzen. Im Gegensatz zu vielen anderen Gangs rekrutierten die Latin Kings nicht in den Gefängnissen. Im Vergleich zu anderen Gangs war ihre Zahl daher auch als gering anzusehen. Im Gefängnis nehmen die Latin Kings vor allem eine Schutzfunktion gegenüber ihren Mitgliedern wahr und beteiligen sich weniger an der Kriminalität innerhalb des Gefängnisses. So unterstützten sie das ALAS-Programm, das Gefangenen mit unzureichenden Sprachkenntnissen zu helfen versuchte und 1971 beendeten sie sogar aus dem Gefängnis heraus die Streitigkeiten in den verschiedenen hispanischen Gangs in Chicago. Letzteres führte zu einem sechsmonatigen Frieden. Dieses Verhalten änderte sich Mitte der 1980er. Sie sind heute in über 34 Staaten als Gefängnisgang vertreten. In manchen Staaten, so zum Beispiel Massachusetts gehören die zu den drei größten Gangs, die zusammen fast die Hälfte der Gangmitglieder vereinigen. Daher ist davon auszugehen, dass inhaftierte Bosse weiterhin Einfluss auf das Handeln der Gruppe außerhalb des Gefängnisses nehmen können. Luis Felipe selbst verbüßt seine lebenslange Haft allerdings in einem Supermax-Gefängnis in Colorado.

## Hierarchie
Die Gang ist stark hierarchisch organisiert. An der Spitze steht der jeweilige „Inca“ oder „Sun-King“ des Bundesstaats, auch als „Supreme Crown Authority“ bekannt, meistens ein älteres Gangmitglied. Er wird beraten durch das „Supreme Team“, meist fünf Mitglieder. Darunter gibt es Konzile. Die einzelnen Chapter werden als „Tribes“ bezeichnet und von lokalen Anführern kontrolliert, die sich wiederum dem Council verantworten müssen. Eine längere Zeit hatten die einzelnen Mitglieder sogar Ausweise mit ihrem Königsnamen und einer Identifikationsnummer.

## Erkennungszeichen und Rituale

### Werte und Einstellungen
Begonnen als sozialer Zusammenschluss, der sich Rassismus und Ausgrenzung entgegen stellte, entwickelten die Latin Kings ein eigenes Wertesystem mit philosophischen und religiösen Ansätzen. Diese finden sich auch heute noch in der Gang wieder. Viele der Gang-Rituale, ihre Werte und die Bedeutung ihrer Symbole sind schriftlich im sogenannten „King Manifesto“ fixiert. Das Buch enthält auch Gebete und idealistische Leitlinien, den sogenannten „Code of Kingism“. Einer ihrer Leitsprüche ist zum Beispiel „Love and respect children of all races, sexes, cults and religions. Protect them with your life for they are the leaders of tomorrow's Nations.“ (dt. „Liebe und respektiere Kinder aller Rassen, Geschlechter, Kulte und Religionen. Beschütze sie mit deinem Leben, denn sie sind die Anführer der zukünftigen Nationen.“) Es existieren lokale Versionen des Buches. Zudem sind Richtlinien für das Verhalten im Gefängnis, bis hin zum Verbot des freundschaftlichen Umgangs mit den Vollstreckungsbeamten darin verzeichnet.
Neben den Buchstaben ALKN bzw. ALKQN („Almighty Latin King and Queen Nation“ – die Latin Queens sind das weibliche Pendant) stehen eine fünfzackige Krone – die Zacken symbolisieren „Liebe, Respekt, Opferbereitschaft, Ehre und Gehorsam“ – und die Farben Gold und Schwarz als Erkennungszeichen für die Latin Kings.

### Einzelne Zeichen / Begriffe

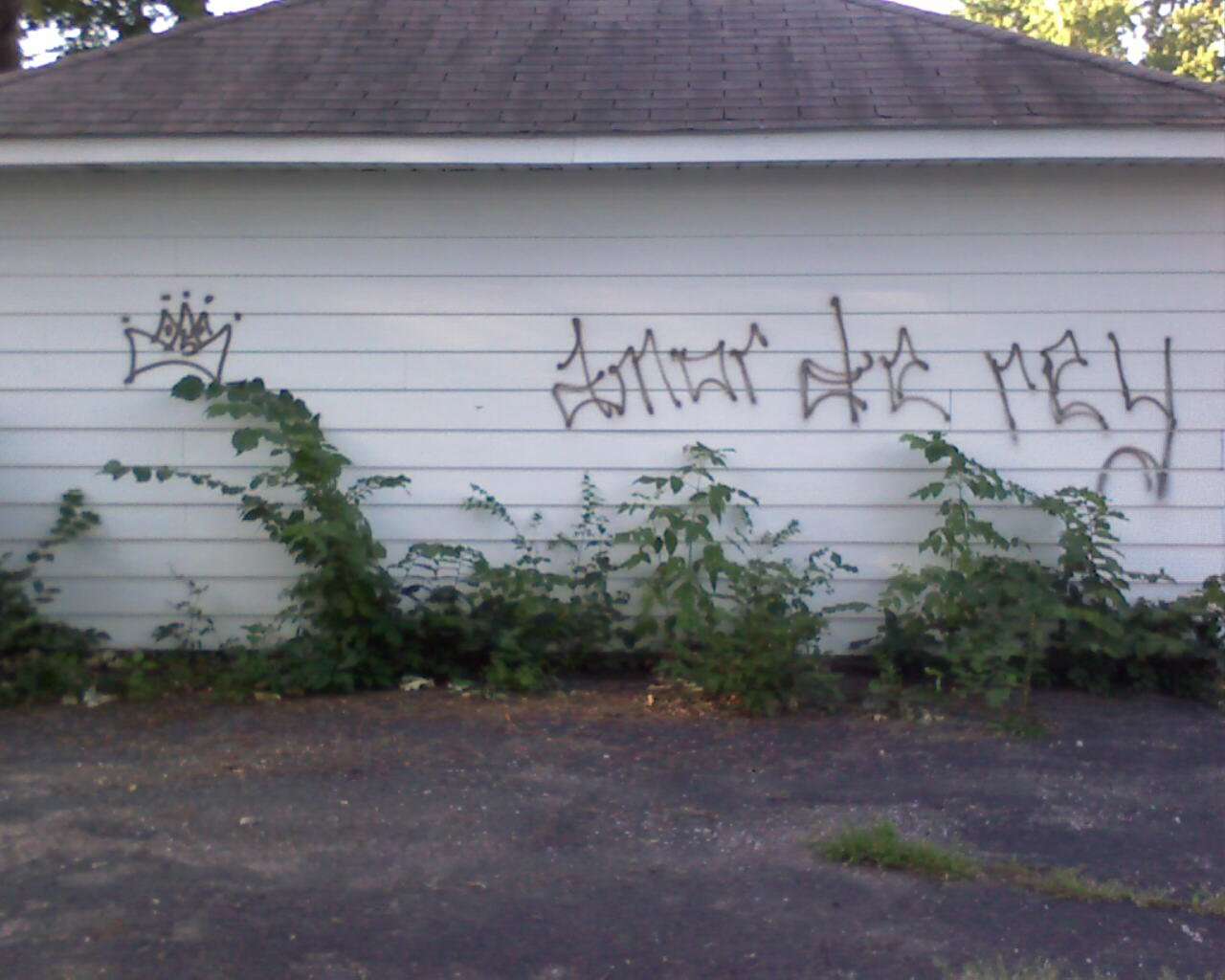
Logo der Latin Kings (links), rechts: Amor de Rey (Liebe des Königs)

- Gangfarben: Schwarz und Gold (Gelb)
- Gangnamen: King oder Queen, zum Beispiel „King Ceazan“[12]
- „Inca“: Boss eines Tribes
- Zahlencode: 360 (three-sixty)
- Abkürzungen: ALKN bzw. ALKQN, LK
- Symbole: fünfzackige Krone, Löwe, Sonne, Diamant Kreuz, Königskopf („The Master“), fünfeckiges Schloss, Nummer 5
- Handzeichen: ähnlich dem Mano cornuta, aber mit Daumen, Zeige- und kleinem Finger gespreizt
- weitere Symbole: gelb-schwarze Gebetskette
- Mottos: „Once a King, always a King“, „Amor de Rey“ (Liebe des Königs)

## Kriminelle Machenschaften: Bekannteste Fälle

### Motherland
- 2006 verhaftete das FBI Fernando „Ace“ King und 20 weitere Personen, die durch einen Lockvogel des FBIs beim Handel mit Crack erwischt wurden. Insgesamt soll Kokain im Wert von 1,8 Millionen US-Dollar gehandelt worden sein. King wurde zu 20 Jahren Haft verurteilt.[13]
- 2008 gelang den Behörden der größte Schlag gegen die Gang. in einer Blitzaktion wurden 40 Mitglieder der Latin Kings in Little Village verhaftet und angeklagt, darunter vor allem hochrangige Mitglieder vom Rang eines „Incas“, allen voran Vicente Garcia, der von Mexiko ausgeliefert wurde und als Nummer 2 gilt.[14]
- 2009 wurde Augustin Zambrano festgenommen. Der „Corona“ gilt als das ranghöchste Gangmitglied der Chicagoer Latin Kings, das sich derzeit in Haft befindet. Er wurde im Rahmen des Rico-Gesetzes wegen illegalem Drogenhandel, Gewaltverbrechen und Schmuggel zu 60 Jahren Haft verurteilt.[15]
- 2011 wurden Fälle von Polizeikorruption bekannt. Als fünfzehn Gangmitglieder und Komplizen der Latin Kings festgenommen wurden, die in einem Schmugglerring aktiv waren, waren auch zwei Polizisten darunter. Im gleichen Jahr wurden zwei Polizisten festgenommen, die Waffen, Geld und Drogen an die Latin Kings weitergeleitet haben sollen.[16]
- 2012 wurden 31 Mitglieder der Latin Kings festgenommen und damit das komplette, seit 1993 bestehende Chapter in Holland, Michigan zerschlagen. In einem zweijährigen Prozess wurden Freiheitsstrafen zwischen 2 und 30 Jahren ausgesprochen.[17]

### Bloodline
- 1997 wurde Luis Felipe, das oberste Mitglied von Bloodline, zu 250 Jahren Haft, davon die ersten 45 in Einzelhaft, verurteilt. Es handelte sich dabei um die höchste Einzelstrafe, die in den Vereinigten Staaten seit dem Zweiten Weltkrieg verhängt wurde. Weitere 39 Mitangeklagte wurden im Durchschnitt zu 20 Jahren Haft verurteilt.[18]
- 1997 wurde sein Nachfolger Antonio Fernandez ebenfalls festgenommen. Er hatte Proteste gegen den Prozess organisiert. Das Verfahren gegen ihn drohte zu platzen. Nachdem er durch eine hohe Kautionszahlung auf freien Fuß gekommen war, wurde er später zu Hausarrest verurteilt. 1998 erklärte er sich jedoch schuldig, Heroin verkauft zu haben und wurde zu 13 Jahren Haft verurteilt, die er zunächst in Einzelhaft verbrachte.[19]

## Filme
- 2003: America Undercover: Latin Kings: A Street Gang Story (Regie: Jon Alpert)
- 2007: Gefährliche Gangs, Staffel 1, Episode 6: Kings of New York
- 2008: Black and Gold: The Story of the Almighty Latin King and Queen Nation
- 2009: Gefährliche Gangs, Staffel 4, Episode 3: Divide and Conquer